# Cratichneumon remanens
Cratichneumon remanens là một loài tò vò trong họ Ichneumonidae.